# L'Étoile (Jura)
Pour les articles homonymes, voir L'Étoile.
L'Étoile est une commune française située dans le département du Jura, dans la région culturelle et historique de Franche-Comté et la région administrative Bourgogne-Franche-Comté. 
Le village est réputé pour ses vins en Franche-Comté et dans une moindre mesure dans le reste de la France. Le travail de la vigne est la principale activité de cette jolie bourgade avec ses vieilles maisons vigneronnes, ses trois châteaux et ses lavoirs.

## Géographie
L’Étoile est situé entre 232 et 424 m d’altitude (église : 286 m ) à 5 km au nord de la préfecture du Jura, Lons-le-Saunier.

### Climat
Pour des articles plus généraux, voir Climat de la Bourgogne-Franche-Comté et Climat du département du Jura.
En 2010, le climat de la commune est de type climat des marges montargnardes, selon une étude du Centre national de la recherche scientifique s'appuyant sur une série de données couvrant la période 1971-2000. En 2020, Météo-France publie une typologie des climats de la France métropolitaine dans laquelle la commune est exposée à un climat semi-continental et est dans la région climatique  Jura, caractérisée par une forte pluviométrie en toutes saisons (1 000 à 1 500 mm/an), des hivers rigoureux et un ensoleillement médiocre. 
Pour la période 1971-2000, la température annuelle moyenne est de 10,4 °C, avec une amplitude thermique annuelle de 17,3 °C. Le cumul annuel moyen de précipitations est de 1 245 mm, avec 12,9 jours de précipitations en janvier et 9,3 jours en juillet. Pour la période 1991-2020, la température moyenne annuelle observée sur la station météorologique de Météo-France la plus proche, « Lons le Saunier », sur la commune de Montmorot à 4 km à vol d'oiseau, est de 11,8 °C et le cumul annuel moyen de précipitations est de 1 147,4 mm. 
La température maximale relevée sur cette station est de 39,8 °C, atteinte le 12 août 2003 ; la température minimale est de −19,6 °C, atteinte le 9 janvier 1985,,. 
Les paramètres climatiques de la commune ont été estimés pour le milieu du siècle (2041-2070) selon différents scénarios d'émission de gaz à effet de serre à partir des nouvelles projections climatiques de référence DRIAS-2020. Ils sont consultables sur un site dédié publié par Météo-France en novembre 2022.

## Urbanisme

### Typologie
Au 1er janvier 2024, L'Étoile est catégorisée commune rurale à habitat dispersé, selon la nouvelle grille communale de densité à sept niveaux définie par l'Insee en 2022.
Elle est située hors unité urbaine. Par ailleurs la commune fait partie de l'aire d'attraction de Lons-le-Saunier, dont elle est une commune de la couronne,. Cette aire, qui regroupe 139 communes, est catégorisée dans les aires de 50 000 à moins de 200 000 habitants,.

### Occupation des sols
L'occupation des sols de la commune, telle qu'elle ressort de la base de données européenne d’occupation biophysique des sols Corine Land Cover (CLC), est marquée par l'importance des territoires agricoles (70,8 % en 2018), une proportion sensiblement équivalente à celle de 1990 (71,1 %). La répartition détaillée en 2018 est la suivante : 
zones agricoles hétérogènes (36,7 %), forêts (21,3 %), cultures permanentes (20,2 %), prairies (10,1 %), zones urbanisées (7,9 %), terres arables (3,8 %). L'évolution de l’occupation des sols de la commune et de ses infrastructures peut être observée sur les différentes représentations cartographiques du territoire : la carte de Cassini (XVIIIe siècle), la carte d'état-major (1820-1866) et les cartes ou photos aériennes de l'IGN pour la période actuelle (1950 à aujourd'hui).

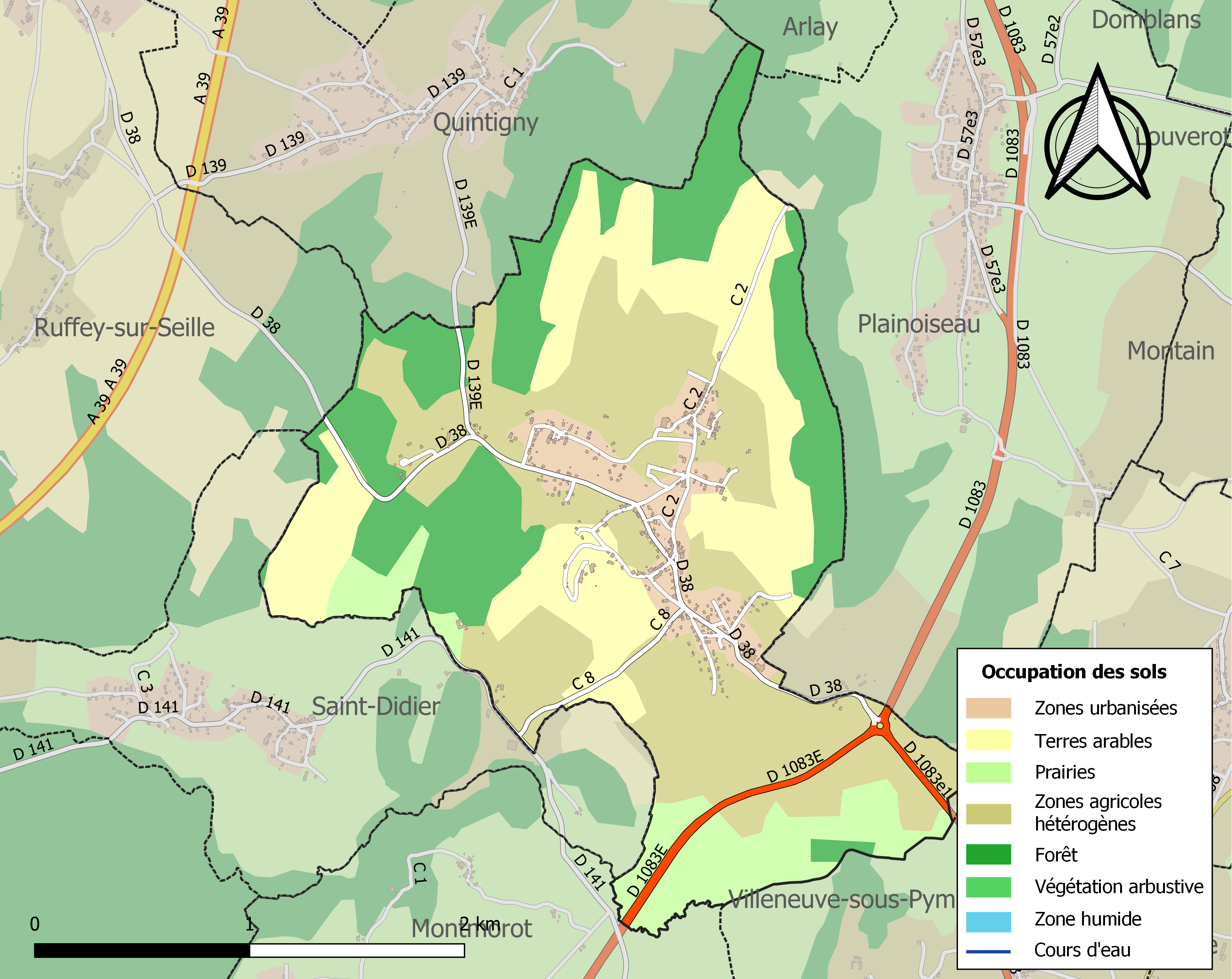
Carte des infrastructures et de l'occupation des sols de la commune en 2018 (CLC).

## Histoire
Le nom du village viendrait soit des cinq collines qui entourent le village, autrefois toutes surmontées d’un château ; ou alors des petits fossiles en forme d’étoiles datant de l’ère secondaire, que l’on peut trouver au pied des vignes du village.

## Héraldique
| Blason de Étoile (L’) | Blason  | De gueules à l'étoile d'argent.                  |
| Blason de Étoile (L’) | Détails | Le statut officiel du blason reste à déterminer. |

## Politique et administration
| Période                                  | Période   | Identité                    | Étiquette | Qualité |
| ---------------------------------------- | --------- | --------------------------- | --------- | --- |
|                                          | 1870      | Jean Marie Benoit de Sappel |           | Né le 16 février 1797 à Rocroi (Ardennes) et décédé le 29 mai 1870 à Lons-le-Saunier. Membre de la commission d'agriculture à la Société d'émulation. Également membre de la commission administrative de l'hôpital de Lons-le-Saunier en 1854. Fait chevalier de la Légion d'honneur en 1868, ayant « 38 ans de services municipaux ». |
| avant 1988                               | 1989      | Jack Thibaud                |           | |
| 1989                                     | mars 2008 | André Odobert               |           | |
| mars 2008                                | 2020      | Christian Breniaux          | SE        | Cadre |
| 2020                                     | En cours  | Thierry Bailly              |           | |
| Les données manquantes sont à compléter. |           |                             |           | |

## Démographie
L'évolution du nombre d'habitants est connue à travers les recensements de la population effectués dans la commune depuis 1793. Pour les communes de moins de 10 000 habitants, une enquête de recensement portant sur toute la population est réalisée tous les cinq ans, les populations de référence des années intermédiaires étant quant à elles estimées par interpolation ou extrapolation. Pour la commune, le premier recensement exhaustif entrant dans le cadre du nouveau dispositif a été réalisé en 2006.

En 2022, la commune comptait 573 habitants, en évolution de +2,5 % par rapport à 2016 (Jura : −0,81 %, France hors Mayotte : +2,11 %).
| 1793 | 1800 | 1806 | 1821 | 1831 | 1836 | 1841 | 1846 | 1851 |
| ---- | ---- | ---- | ---- | ---- | ---- | ---- | ---- | ---- |
| 532  | 563  | 647  | 651  | 687  | 698  | 665  | 688  | 695  |

| 1856 | 1861 | 1866 | 1872 | 1876 | 1881 | 1886 | 1891 | 1896 |
| ---- | ---- | ---- | ---- | ---- | ---- | ---- | ---- | ---- |
| 612  | 665  | 689  | 665  | 651  | 657  | 606  | 574  | 581  |

| 1901 | 1906 | 1911 | 1921 | 1926 | 1931 | 1936 | 1946 | 1954 |
| ---- | ---- | ---- | ---- | ---- | ---- | ---- | ---- | ---- |
| 564  | 541  | 480  | 420  | 381  | 359  | 362  | 353  | 366  |

| 1962 | 1968 | 1975 | 1982 | 1990 | 1999 | 2006 | 2011 | 2016 |
| ---- | ---- | ---- | ---- | ---- | ---- | ---- | ---- | ---- |
| 354  | 347  | 419  | 469  | 512  | 581  | 563  | 566  | 559  |

| 2021 | 2022 | - | - | - | - | - | - | - |
| ---- | ---- | - | - | - | - | - | - | - |
| 570  | 573  | - | - | - | - | - | - | - |

## Lieux et monuments
L'église Saint-Corneille
Le prieuré de l’étoile
Quand on remonte la rue de Vallière, en direction de l’église, on peut admirer une magnifique demeure appelée « Le prieuré ». Cette maison date probablement de la fin du XVIIe siècle, mais c’est le 18 juin 1793 que le Sieur Jean-Louis Combette (Négociant, habitant à Lons-le-Saunier) achète la ferme « prieurale de l’étoile » pour 10100 livres lors de la vente aux enchères des biens nationaux. À cette époque deux familles logent dans la maison. Initialement (au XVIIe siècle), la demeure comprenait trois corps : Au nord, l’habitation ; au centre, la grange et au sud, l’étable. Au XIXe siècle (avant 1820) le propriétaire fit construire un escalier central qui enjambait le four, puis deux chambres de bonne et une cuisine à l’étage ; enfin une troisième chambre sur la grange. Elle est rachetée en 1990 puis fait l'objet de travaux et retrouve ainsi les trois volumes de sa première construction.
Le Montceau
Le Montceau est une vaste bâtisse qui date de 1680. Elle est en forme de U et close par un porche large et un porche en bois. Il semblerait qu’elle fut autrefois un ancien couvent probablement attaché au prieuré. La cave, placée à l’ouest, abritait une chapelle qui porte encore 2 pieds de statues dédiées à Saint « Vernini ». Le puits installé dans la cour fut en service jusqu’après la guerre. Au début du siècle, cette maison appartenait à la famille d'un marchand de vin, gros propriétaire terrien qui possédait plusieurs fermes dans le Haut-Jura. La propriété de 3,5 hectares dont deux de vigne était exploitée par le grand-père paternel.
Le domaine de Montbourgeau
Cette propriété située à quelques centaines de mètres du carrefour Quintigny/Ruffey est composée de trois bâtiments qui datent de deux cents ans au moins. La maison d’habitation est une maison vigneronne : Les caves voutées constituent le sous sol des bâtiments et on prétend qu’elles appartenaient autrefois au régisseur du château de Montbourgeau.
Le second édifice, lui aussi sur une cave voûtée, abritait à l’époque une grange, une écurie et un petit logement ; aujourd’hui on y trouve deux caves de vieillissement et à l’extrémité Est, la partie cuverie. Enfin, le troisième bâtiment qui fut à l’origine un garage et la sellerie est devenu une salle d’accueil pour la clientèle et la cave d’expédition. Actuellement, il a fait l’objet de transformations et verra prochainement l’installation d’un bureau.
La propriété a été achetée en 1920 par Victor Gros, originaire de Lons-le-Saunier. À cette époque, la maison ne possédait ni eau, ni électricité. Au fil des années, des aménagements de confort furent apportés, tel le chauffage central vers 1970. En 1956, Jean Gros épouse Christiane Dagand et reprend l’exploitation familiale qu’avait créée son père.
Ils poursuivent ensemble l’exploitation viticole et agricole avec une production laitière et des bêtes d’élevage qui venaient aider au développement viticole. En 1986, Nicole Gros, fille de Jean Gros et son mari Marc Deriaux reprennent l’exploitation du domaine, donnant un nouvel essor à la vigne qui compte actuellement 10 hectares.
Depuis la mort de son mari, Nicole Deriaux gère seule cette exploitation. Pour l'anecdote, à l’entrée de la propriété, on peut remarquer une sculpture représentant la taille de la vigne érigée par Mr Georges Kliermann.
Le château de Montbourgeau
Cette propriété, qui est en fait une gentilhommière, de plus de 13 hectares, moitié prés, moitié forêt, s’étend entre la route de Quintigny et la route de Ruffey. Son origine exacte et sa construction primitive ne sont pas connues, sans doute une ferme transformée en pavillon de chasse au XVIIIe siècle. Replantées en 1899 et 1900 après le phylloxéra, puis arrachées petit à petit, les vignes qui occupaient autrefois une bonne partie du parc, ont disparu ; il y reste quelques beaux arbres, comme le Hêtre pourpre et le cèdre du Liban. Par la suite, la maison s’est transformée en une sorte de maison de vacances. Depuis 1954, le Dr Delamarche a rénové au fur et à mesure toits, charpentes, murs et même le mobilier. En 1968, il redonnait vie à la chapelle en la refaisant entièrement. Depuis, il poursuit les travaux pour conserver les bâtiments.
Le château de Persanges
Le fief de Persanges est une vaste demeure très bien exposée qui date de 1810 pour la partie centrale du château, complété en 1845 par les deux ailes et la cave. La propriété fut vendue une première fois en 1890 puis une seconde en 1905. À cette époque, elle comprenait 26 hectares de bois et 4 hectares de vigne. À ce jour, aucune transformation notable n’a été entreprise, mais l’entretien du château a obligé certains de ses propriétaires à vendre plusieurs hectares de forêt et de vigne. Maintenant, le fief sert d’exploitation viticole. L’ancienne cave est utilisée pour le vieillissement du vin ainsi que la cuverie, située juste au-dessus.

## Personnalités liées à la commune
- Patrice Mahon dit Art Roë (1865-1914) : écrivain et lieutenant-colonel d'artillerie, marié à L'Étoile en 1887 où il possède une maison. Son nom est inscrit au Panthéon parmi les 560 écrivains morts au combat pendant la Première Guerre mondiale et sur le monument aux morts de L'Étoile.
- André Trossat - Pilote automobile - Multiples courses de côte et Paris-Dakar 1980, 1981, 1982, 1983, 1984, 1985 et 1987.